# Budagaun
Budagaun – gaun wikas samiti w zachodniej części Nepalu w strefie Rapti w dystrykcie Rolpa. Według nepalskiego spisu powszechnego z 2011 roku liczył on 1250 gospodarstw domowych i 6314 mieszkańców (3343 kobiety i 2971 mężczyzn).